# کیست پیرادندانی
کیست‌های پیرادندانی (انگلیسی: Paradental cysts) خانواده‌ای از کیست‌هایِ التهابی و دندان‌زاد (اُدونتوژنیک) هستند که معمولاً در ارتباط با تاج یا ریشه دندان‌های آسیای بزرگ که نیمه‌بیرون‌زده هستند، ظاهر می‌شوند. هنگامی که کیست در ناحیه پشت (دیستال) دندان عقل نیمه‌بیرون‌زده یا در نواحی دیگر دندان‌ها ایجاد شود، به سادگی کیست پیرادندانی نامیده می‌شود. اما موردی که در ناحیهٔ دوشاخگی لُپی دندان‌های آسیای بزرگ اول فک پایین در نیمه دوم دهه اول زندگی ایجاد می‌شود، کیست دوشاخه‌ای لپ نامیده می‌شود و ویژگی‌های بالینی و روش‌های درمانی متفاوتی نسبت به سایر کیست‌های پیرادندانی دارد.